# Fine della linea
Fine della linea (End of the Line) è un film del 1987 diretto da Jay Russell.